# 크리스마스 쿠키
크리스마스 과자(Christmas菓子, 미국 영어: Christmas cookie 크리스마스 쿠키, 영국 영어: Christmas biscuit 크리스마스 비스킷)은 전통적으로 크리스마스와 관련된 다양한 모양으로 자른 과자이다. 가족 전통과 개인 취향에 따라 다른 향신료를 사용할 수도 있다.

## 역사

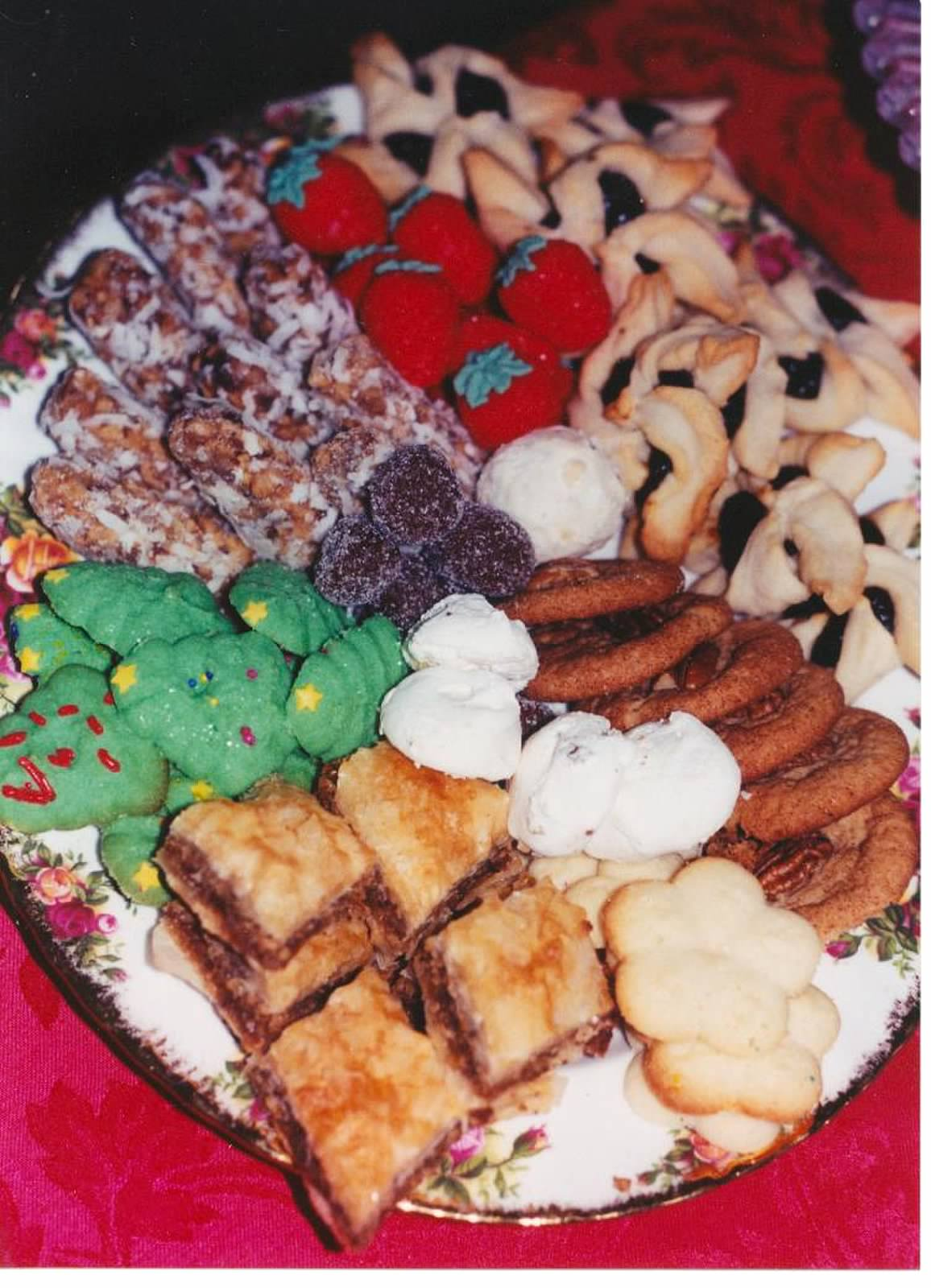
전통적인 성탄절 쿠키 쟁반

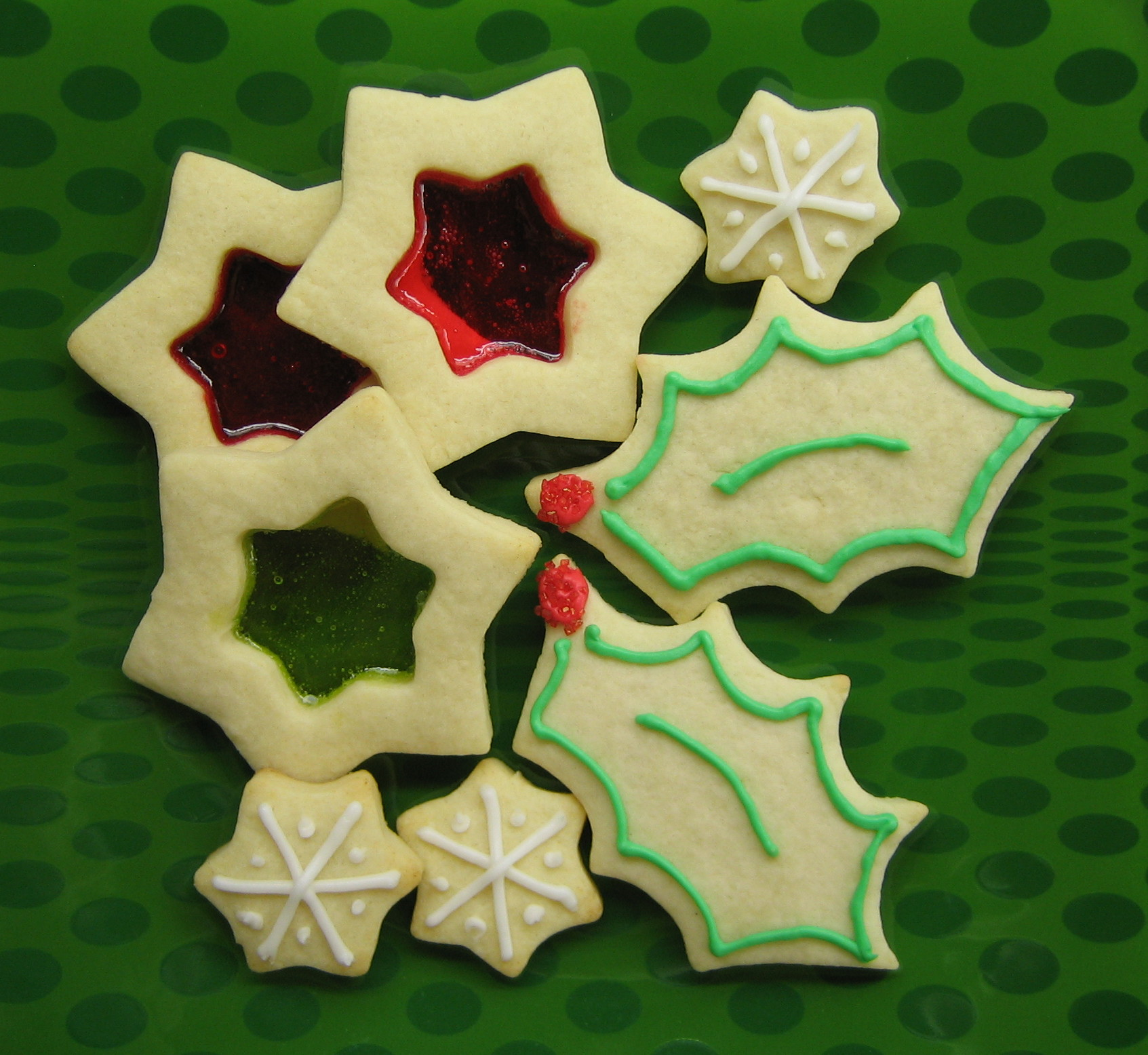
현대 캐나다와 미국 스타일의 크리스마스 과자

오늘날의 크리스마스 과자는 계피, 생강, 후추, 아몬드, 말린 과일과 같은 현대적인 재료 다수가 서양에 소개되었던 중세 유럽 비스킷 조리법에서 그 역사를 추적할 수 있다. 크리스마스 비스킷은 16세기까지 유럽 전역에서 인기를 끌었으며, 독일에서는 레프쿠헨, 스웨덴에서는 페파르카코르, 노르웨이에서는 크룸카케를 많이 찾았다.
미국에서 가장 초기의 크리스마스 과자 사례는 17세기 초 네덜란드인이 가져온 것이었다. 1871년과 1906년 사이에 수입법 개정으로 독일에서 다양하고 값싼 수입 제품이 들어오면서 미국 시장에서도 쿠키 커터를 사용할 수 있게 되었다. 이러한 수입 쿠키 커터는 크리스마스 트리에 걸 수 있도록 디자인되면서 종종 고도로 양식화된 모양을 띄기도 한다. 이러한 도구를 사용할 수 있게 되면서 이것을 활용한 조리법도 요리책에 등장하게 되었다. 20세기 초 미국 상인들은 선물용으로 장식된 레프쿠헨 쿠키를 독일에서 수입하기도 하였다.
캐나다와 미국에서는 1930년대부터 아이들이 크리스마스 이브에 산타클로스를 위해 탁자에 쿠키와 우유를 두는 풍습이 생겼다. 하지만 쿠키를 단순히 직접 소비하는 사람들도 많다. 쿠키의 모양은 보통 사탕 지팡이, 순록, 감탕나무 잎, 크리스마스 트리, 별, 천사 모양 등으로 자른다.

## 대표 종류

### 진저브레드
진저브레드는 십자군 전쟁 때 군인들이 설탕과 향신료를 유럽으로 들여오면서 어떤 형태로든 존재해왔다. 그러나 진저브레드가 다양한 독일 크리스마스 전통과 함께 크리스마스에 주로 관련이 있게 된 것은 빅토리아 여왕과 부군 앨버트부터였다. 진저브레드 쿠키는 알자스에서도 전통적으로 크리스마스에 먹는 간식이다.

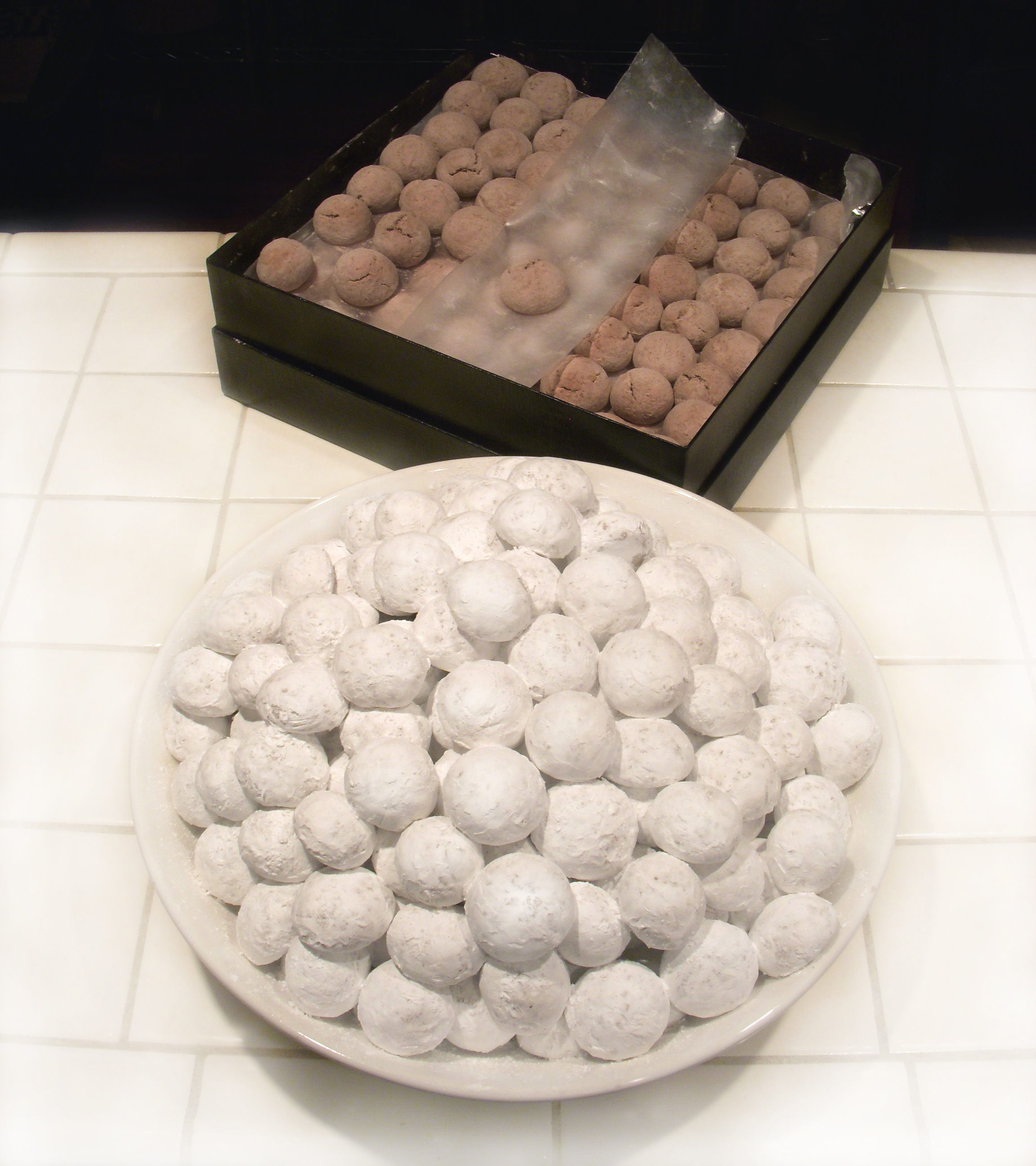
페페르누스 두 세트, 설탕 입힌 흰 그릇과 코코아를 입힌 검은 상자

### 브레델
브레델(Bredele)은 프랑스 알자스 요리의 크리스마스 과자이다.

### 파티그만
파티그만(Fattigmann)은 중세 노르웨이 시절부터 먹어온 전통 쿠키이며, 무염 지방에 튀겨서 만든다.

### 케르스트크란셔스
케르스트크란셔스(Kerstkransjes)는 네덜란드의 전통적인 크리스마스 과자이다. 가운데 구멍이 뚫린 원형의 과자로, 아몬드 칩을 장식으로 사용한 종류가 일반적이다.

### 크룸카케

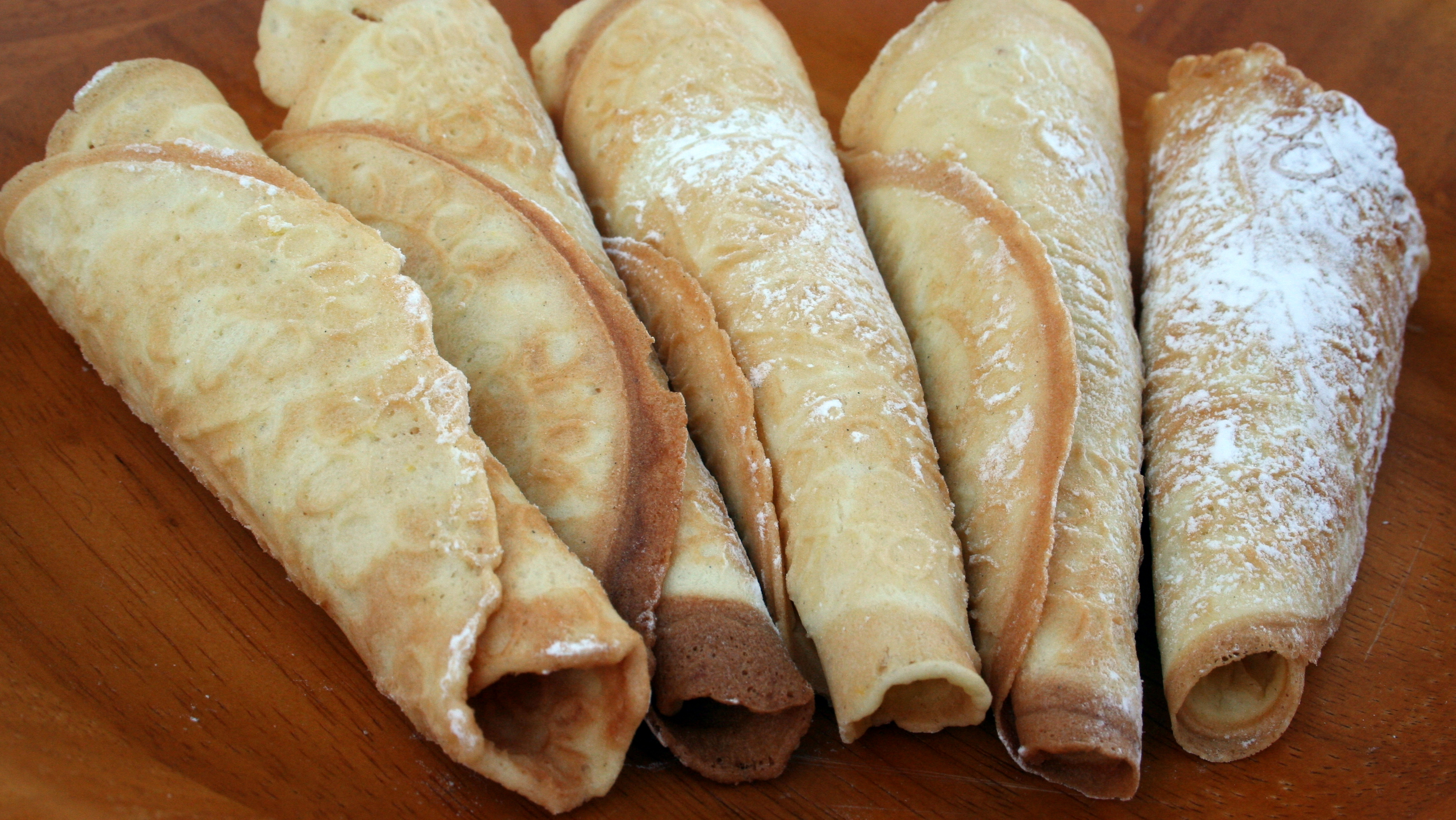
원뿔 모양의 크룸카케 다섯 개

크룸카케(Krumkake)는 노르웨이의 전통 쿠키이다. 원래 모닥불 위에 장식이 새겨진 쇠틀을 이용해 구워서 만드는 간식으로, 오늘날 요리사들은 전기나 스토브탑 쇠틀을 사용하여 웨이퍼처럼 얇은 비스킷으로 굽는다. 크룸카케라는 이름은 "구부러진 케이크", "뒤틀린 케이크"를 의미하며, 원뿔 모양으로 싸서 낸다는 사실에 기인한다.

### 페파르카코르
페파르카코르(Pepparkakor)는 바삭하고 얇은 스웨덴의 진저스냅 비스킷으로, 꽃 모양과 하트 모양으로 자르는 것이 전통이다.

### 페페르누스
페페르누스(Pfeffernüsse)는 스칸디나비아에서 시작된 쿠키로, 그 유래는 향신료가 성탄절 베이킹에만 쓰이던 중세 시대까지 거슬러 올라간다.

### 레포스테리아
레포스테리아(Repostería)는 멕시코식 쇼트브레드류 쿠키로, 가볍게 구운 뒤 계피 설탕을 전체에 입혀서 완성한다. 커피나 뜨겁고 매운 멕시코 초콜릿을 곁들여 먹기도 한다.

### 산드바켈세

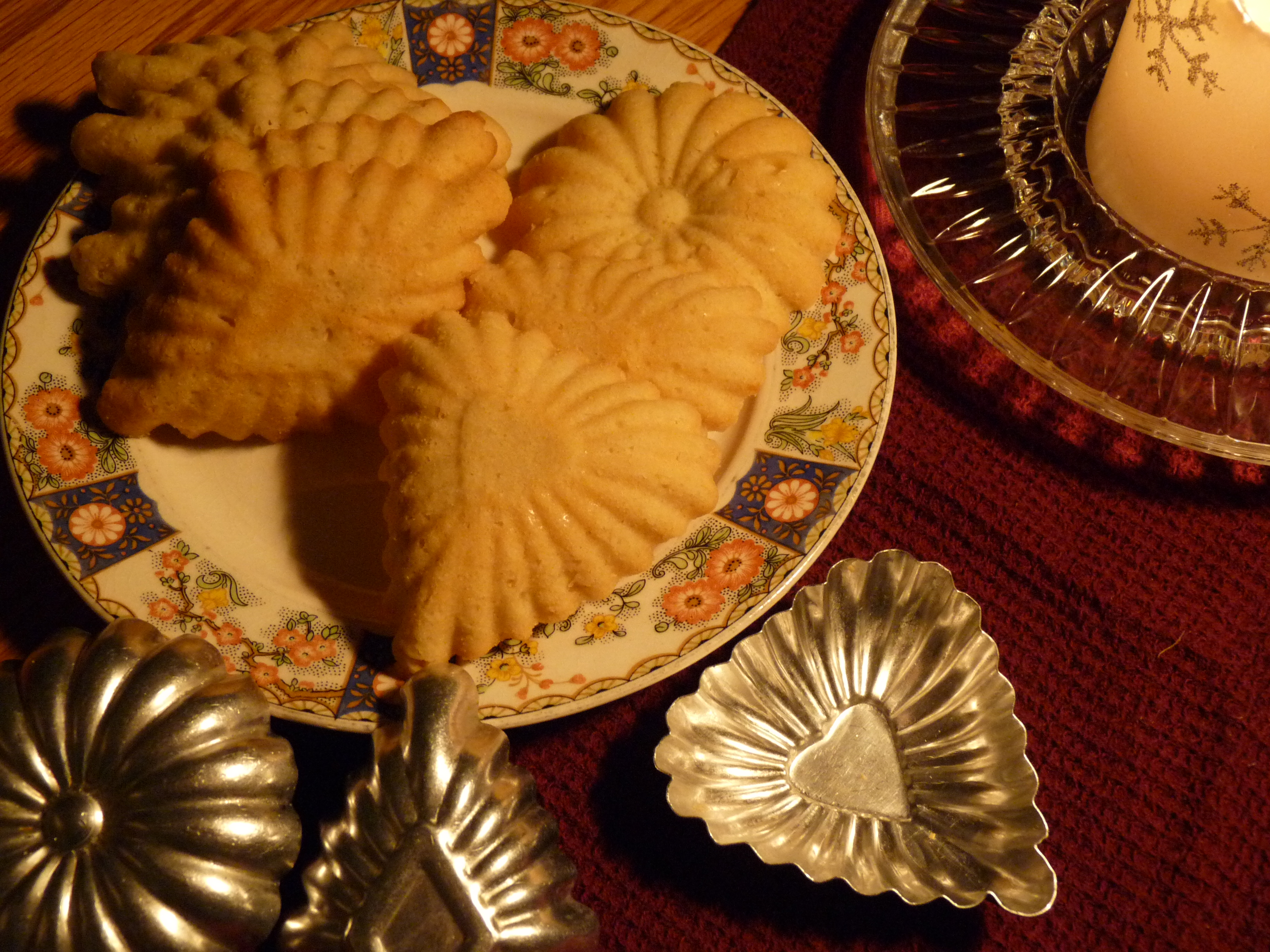
산드바켈세와 쿠키 틀

산드바켈세(Sandbakelse)는 19세기 노르웨이에서 만들어진 설탕 쿠키이다. 반죽을 모양 틀에 눌러 넣은 뒤 오븐에서 굽는다.

### 스프링게를레
스프링게를레(Springerle)는 독일 남부(바이에른, 바덴뷔르템베르크)와 오스트리아에서 수세기부터 내려오는 전통적인 크리스마스 과자이다. 계란-밀가루-설탕 반죽으로 만든 아니스맛 쿠키이며, 일반적으로 직사각형이나 원과 같은 단순한 모양으로 만든다.

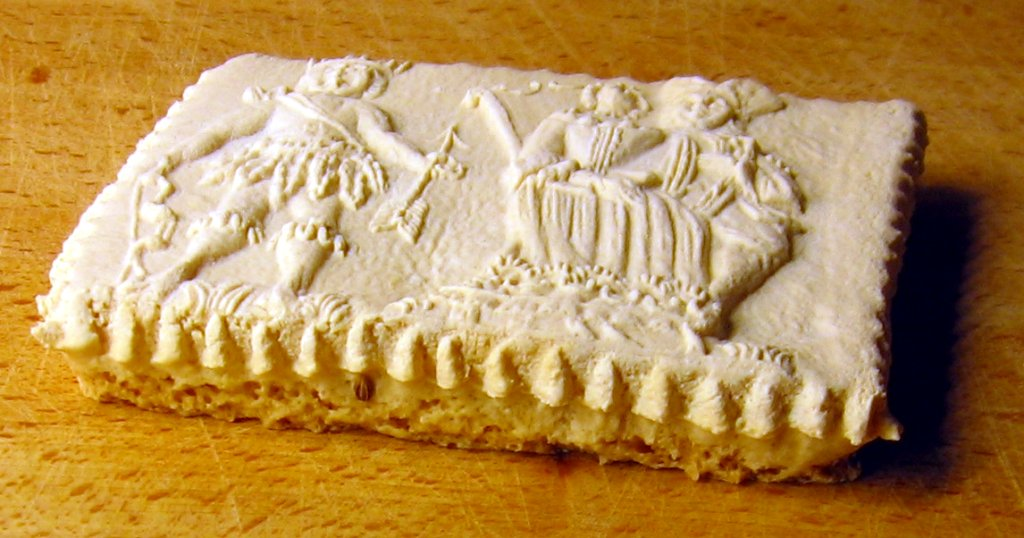
전통적인 오스트리아 스프링게를레

형태를 만든 뒤에는 특별히 조각을 새긴 밀대나 압착판을 부드러운 반죽에 눌러 그림이나 도안을 새긴다. 구워진 뒤에 장식으로 쓰기 위해 도안에 색상을 넣는 경우도 있다.

### 슈거 쿠키
아미시 슈거 쿠키(Amish sugar cookies) 또는 나자레스 슈거 쿠키(Nazareth sugar cookies)라고도 부르는 현대의 슈거 쿠키는 18세기 중반 나자레스 지역에 정착한 독일 출신의 모라비아 형제회 사람들이 만들었다. 펜실베니아는 2001년 나자레스 슈거 쿠키를 공식 주 쿠키로 채택하였다.

## 같이 보기
- 크리스마스 케이크
- 크리스마스 푸딩